# Кольсько (гміна)
Гміна Кольсько (пол. Gmina Kolsko) — сільська гміна у північно-західній Польщі. Належить до Новосольського повіту Любуського воєводства.
Станом на 31 грудня 2011 у гміні проживало 3288 осіб.

## Площа
Згідно з даними за 2007 рік площа гміни становила 80.57 км², у тому числі:
- орні землі: 44.00%
- ліси: 45.00%

Таким чином, площа гміни становить 10.46% площі повіту.

## Населення
Станом на 31 грудня 2011:
| Опис     | Загалом | Загалом | Чоловіки | Чоловіки | Жінки | Жінки |
| -------- | ------- | ------- | -------- | -------- | ----- | ----- |
| одиниця  | осіб    | %       | осіб     | %        | осіб  | %     |
| все      | 3288    | 100     | 1670     | 50.79    | 1618  | 49.21 |
| міське   | 0       | 100     | 0        |          | 0     |       |
| сільське | 3288    | 100     | 1670     | 50.79    | 1618  | 49.21 |

## Сусідні гміни
Гміна Кольсько межує з такими гмінами: Боядла, Вольштин, Карґова, Нова Суль, Слава.